# Watanabe Gentai
Pour les articles homonymes, voir Watanabe et Uchida.
Watanabe Gentai (渡辺 玄對 / 渡辺 玄対, Watanabe Gentai), aussi appelé Watanabe Gensui, né Uchida Ei (内田 瑛, Uchida Ei), est un peintre japonais du milieu de l'époque d'Edo né en 1749 à Edo et mort le 1er juin 1822. Élève de Tani Bunchō, il se spécialisait dans la peinture de paysage et la peinture d'oiseaux et de fleurs (en).

## Biographie
Watanabe Gentai naît en 1749. Il est le fils de Uchida Genjun (内田 玄淳), un médecin ermite. Il apprend la peinture de Watanabe Sōsui et devient son fils adoptif, jusqu'à la mort de ce dernier, à la suite de laquelle il revient dans la famille Uchida. Il garde cependant le nom Watanabe jusqu'à ses 60 ans. De ce fait, son fils aîné Subaru (昴), connu sous le nom d'artiste d'Akamizu (赤水), prend le nom Watanabe, tandis que son second fils Koku (穀), connu sous le nom d'artiste Yoshioka (陶丘), prend le nom Uchida. Il a comme élève Miura Nobutsugu (ja).
Il apprend le bunjin-ga de Nakayama Kōyō (ja) et devient le maître de Suzuki Fuyō (ja). Il a une relation étroite avec Tani Bunchō et leurs rôles d'élève à professeur sont souvent inversés. Son art est très influencé par celui de Lan Ying. Il rejoint aussi le cercle de poésie d'Unshitsu (ja). Watanabe Gentai meurt en 1822 à l'âge de 75 ans.

## Œuvres
Le nombre exact d'œuvres produites est inconnu, mais il a réalisé de nombreux paysages et « oiseaux et fleurs » dans le style du bunjin-ga. Il aurait aussi pratiqué d'autres genres de peinture.
Quelques œuvres dans des collections publiques :
- Représentation d'une utopie de couleur pêche (武陵桃源図, Buryōtōgenzu), Musée national de Tokyo ;
- Représentation d'un martin-pêcheur sur un saule (柳に翡翠図, Yanagi ni kawasemizu), Musée d'art d'Itabashi (ja) ;
- Représentation de Kikyorai (帰去来図, Kikyoraizu), Musée d'art Egawa (ja).